# Conte d'hiver
Série Contes des quatre saisons
Conte de printemps
(1990) Conte d'été
(1996)
Pour plus de détails, voir Fiche technique et Distribution.
Conte d'hiver est un film français réalisé par Éric Rohmer, sorti en 1992. Cette comédie dramatique sentimentale fait partie du cycle des Contes des quatre saisons, qui explore la complexité de l'amour à travers des personnages indécis.
Le film débute alors que Félicie vit un amour de vacances merveilleux avec Charles, mais, à cause d'un lapsus idiot lorsqu'elle lui communique son adresse à la fin de l'été, il sera impossible à Charles de la retrouver. Ils perdent toute trace l'un de l'autre. De cet amour naît une fille, Élise. Félicie continue à vivre hantée par le souvenir de Charles. Elle est coiffeuse et vit dans la région parisienne avec un intellectuel, Loïc, qui l'aime profondément. Mais elle décide d'aller vivre avec son amant et patron, le coiffeur Maxence, qui ouvre un salon à Nevers ; elle emmène sa fille, en espérant que la distance facilitera l'oubli. Malgré tout, elle ne parvient pas à oublier Charles et, le jour de son installation, se rend compte qu'elle ne peut pas supporter la vie à Nevers. Elle retourne avec sa fille à Paris.

## Synopsis
Lors de vacances d'été dans le Morbihan, Félicie tombe amoureuse de Charles, un jeune cuisinier qui part aux États-Unis pour affaires. Ils vivent un été de rêve, jusqu'à ce qu'au moment de se quitter, alors qu'ils arrivent en train à Paris, elle se trompe d'adresse : rue Victor-Hugo, mais au lieu de la commune de Levallois-Perret, elle écrit le nom d'une autre commune de la banlieue parisienne, Courbevoie.
Cinq ans plus tard. Félicie élève seule Élise, la petite fille née de sa relation avec Charles et dont il ne sait rien car ils n'ont plus pu se contacter. La jeune fille est tiraillée entre deux hommes : Loïc, bibliothécaire, et Maxence, propriétaire du salon de coiffure où elle travaille. Quelques semaines avant Noël, Maxence lui annonce qu'il se sépare de sa femme et lui propose de l'accompagner à Nevers, où il ouvre un nouveau salon. Félicie accepte et annonce son intention à sa mère, qui lui garde l'enfant Élise pendant la journée ; elle lui avoue qu'entre Loïc et Maxence, elle préfère ce dernier, qui la domine physiquement alors que le bibliothécaire est un intellectuel.
La première visite de Félicie à Nevers la convainc du bien-fondé du déménagement ; elle en discute avec sa sœur, puis va dire un dernier adieu à Loïc lors d'un dîner entre amis. Félicie ne se sent pas à sa place parmi des gens qui parlent de problèmes exclusivement intellectuels voire religieux. Arrivée à Nevers avec l'enfant, Félicie raconte à Maxence l'histoire de Charles, de leur amour d'été et comment, au moment de se quitter, à la suite d'un incroyable lapsus, elle s'est trompée de ville, perdant à jamais l'amour de sa vie.
Félicie ne tarde pas à comprendre l'erreur qu'elle a commise : Élise n'est pas heureuse à Nevers, et la ville qui semblait belle lors de la visite est devenue inhospitalière. Elle décide de rentrer à Paris, Maxence le prend très mal mais finit par la laisser partir. De retour en ville, Félicie va dire au revoir à Loïc dans la bibliothèque et lui raconte sa séparation d'avec Maxence : elle l'a quitté parce qu'elle ne l'aime pas assez. Elle ne se remettra pas non plus avec Loïc car le grand amour non résolu de sa vie est Charles.
Félicie précise qu'elle n'a pas l'intention de reprendre sa relation avec Loïc, même si elle pense que sortir avec lui lui apprend beaucoup de choses. Elle lui parle de sa propre liaison avec Maxence et de ses sentiments à l'égard de Charles. Ils vont ensemble au théâtre, où ils assistent à une représentation du Conte d'hiver de Shakespeare, au cours de laquelle Félicie est émue par la résurrection de la reine Hermione, et convaincue que son rêve de retrouver Charles n'est pas impossible. Dans son cas, comme dans celui du roi Léontes, il est essentiel d'avoir la foi.
La jeune fille vit très bien avec Loïc, qui propose à Félicie de passer le réveillon ensemble chez ses parents, mais elle a peur d'être présentée comme sa femme et préfère que chacun reste dans sa famille. Le soir du réveillon, Félicie et sa fille montent dans le bus pour se rendre chez sa mère et, chose incroyable, sur le siège devant elles se trouve Charles avec une femme. Ils se reconnaissent tous les deux, Félicie n'arrive pas à gérer son excitation et quitte précipitamment le transport en commun. Charles laisse tomber son amie et la poursuit, lui dit qu'il n'est pas marié et, en quelques minutes, elle lui fait comprendre qu'Élise est sa fille.
Il semble que l'étincelle entre les deux s'est à nouveau allumée. Félicie l'emmène chez sa mère, qui est stupéfaite, ainsi que sa sœur, de voir que la jeune fille a enfin réussi à réaliser son rêve. Félicie et la jeune fille se mettent à pleurer de joie.

## Fiche technique
- Titre original : Conte d'hiver
- Réalisation et scénario : Éric Rohmer
- Costume : Pierre-Jean Larroque
- Photographie : Luc Pagès
- Son : Pascal Ribier
- Montage : Mary Stephen
- Musique : Sébastien Erms
- Production : Margaret Ménégoz
- Sociétés de production : Les Films du Losange, Compagnie Éric Rohmer, Canal+
- Société de distribution : Les Films du Losange
- Pays d'origine :  France
- Langue originale : français
- Format : couleur — 35 mm — 1,66:1 — son Mono
- Genre : comédie dramatique
- Durée : 114 minutes
- Date de sortie :
  - France : 29 janvier 1992

## Distribution
Sauf indication contraire, les informations mentionnées dans cette section peuvent être confirmées par la base de données cinématographiques IMDb,  présente dans la section « Liens externes ».
- Charlotte Véry : Félicie
- Frédéric van den Driessche : Charles
- Michel Voletti : Maxence
- Hervé Furic : Loïc
- Ava Loraschi : Élise
- Christiane Desbois : la mère
- Rosette : la sœur
- Jean-Luc Revol : le beau-frère
- Haydée Caillot : Edwige
- Jean-Claude Biette : Quentin
- Marie Rivière : Dora
- Claudine Paringaux : client

Représentation du Conte d'hiver de Shakespeare :
- Roger Dumas : Léontès, le roi
- Danièle Lebrun : Paulina, la dame de compagnie d'Hermione
- Diane Lepvrier : Hermione, la reine, statufiée
- Edwige Navarro : Perdita, la fille de Léontès et d'Hermione
- François Rauscher : Florizel
- Daniel Tarrare : Polyxènes
- Eric Wapler : un seigneur
- Gaston Richard : un seigneur
- Maria Coin : la flûtiste

## Production
Les scènes de vacances du début du film ont été tournées à l'Île-aux-Moines, dans le Morbihan, en Bretagne. Le reste du film se déroule à Levallois, à Maisons-Laffitte, à Villejuif, dans le quartier de Marcadet-Poissonniers, où se trouve la bibliothèque dans laquelle travaille Loic (Paris 18e), dans le quartier de Belleville (Paris 20e), où Maxence a son salon de coiffure, et à Nevers, dans la Nièvre, en Bourgogne, notamment dans la cathédrale.

## Analyse
Le titre est une référence à la pièce de théâtre de Shakespeare, Le Conte d'hiver, dans laquelle un homme raconte un conte d’hiver, donc un conte triste. Dans le film de Rohmer, on retrouve, comme chez Shakespeare, l’idée de retrouvailles après une longue séparation .

### La musique
Le film s’ouvre sur un moment édénique. Les corps des amants sont nus sur une île, un paradis écarté de la société. Les personnages, Félicie et Charles, ne se parlent pas. Ceci met en avant leur fusion : ils n’ont pas besoin de paroles pour s’entendre, ils communiquent par la voie du désir. L’absence de paroles est comblée par une musique dans le prologue. Cette même musique, nous la retrouvons plus tard aux moments qui constituent un tournant dans le film : quand Félicie est dans la cathédrale et quand elle assiste à la pièce de théâtre.
Cette musique revient trois fois, une répétition ternaire qui évoque les trois coups de théâtre avant le lever du rideau, c’est-à-dire avant le dévoilement de la vérité. Les accords retentissants de cette musique reflètent Félicie qui s’accorde enfin avec elle-même. Rohmer a toujours réservé une place mineure à la musique dans ses films, mais une place centrale dans sa vie et dans Conte d'hiver. D'ailleurs, il a écrit un ouvrage sur cet art profond. La musique lui est sacrée. Rohmer considère que nous nous découvrons libres face aux possibilités offertes par la vie par le biais de la musique.

### Les personnages
Les personnages du film appartiennent à la classe sociale moyenne, ce que l'on devine par le métier de Félicie (coiffeuse) et le registre de langue courant qui prime dans le film.
L'étude onomastique révèle que le nom de Félicie renvoie à la félicité que l'on peut découvrir en Dieu selon Pascal et le nom de Maxence évoque un « maximum de sens ». Ce dernier ne se situe donc qu'au niveau des sens, c'est l'être sensuel.
Ce film s’apparente à un roman d’apprentissage. Félicie est toujours dans ce stade de formation à la vie et elle reçoit cet apprentissage grâce aux différentes personnes dans son entourage. Loïc lui apprend à s’instruire, l’initie à la culture des livres et au théâtre. D’ailleurs, la pièce de théâtre à laquelle assiste Félicie est une mise en abyme qui reflète ce que le film raconte : une histoire de perte et de retrouvailles.

### Le pari pascalien
La référence à Pascal est souvent présente dans les films de Rohmer. Lorsque Félicie choisit de rejoindre Maxence à Nevers, ce choix constitue un pari contre ses retrouvailles avec Charles : il n’y a aucune chance de le voir à Nevers. Élise, sa fille, qui ne va pas s’y plaire, devient adjuvante, une figure auxiliaire dans le projet des retrouvailles. Après l’épisode de Félicie dans la cathédrale, c’est un autre pari qui se pose, c’est à elle de jouer, de choisir : c’est un pari en faveur de ses retrouvailles avec Charles.
Les conditions de la réalisation de ce pari sont, comme chez Pascal, la suppression des obstacles (Maxence et Loïc) et l’intervention de la foi. De plus, le pari de Félicie pour Maxence contre Charles n’est pas intéressé. Toutefois, son pari en faveur de ses retrouvailles avec Charles est intéressé. C’est qu’il faut un intérêt infini dans un pari.

## Accueil critique
« Au milieu de personnages sophistiqués, Félicie semble nue comme la vérité qui sort du puits. Ce qui caractérise la jeune femme, c'est la confiance. Une confiance aveugle dans l'amour fou qui reste vrai parce qu'elle l'a rencontré, même s'il n’a plus l'air de faire partie du temps et de son quotidien [... ] Et par la force de son écriture subtile, Éric Rohmer parvient à nous faire croire qu'un acte de foi est un acte d'amour dont tout peut surgir »

— Anne de Gasperi, 30 janvier 1992, Le Quotidien de Paris

### Distinctions
- Berlinale 1992 :
  - Prix FIPRESCI
  - Prix du jury œcuménique

### Radio
- « Philosopher avec Éric Rohmer 4/4 : Conte d'hiver », Les Nouveaux Chemins de la connaissance, 22 mars 2012